# 馬從聘
馬從聘（1557年—1638年），號起莘，直隶真定府灵寿县軍籍。明朝政治人物、進士出身。

## 生平
從聘生而颖异，读书一览成誦，歴數十年不忘。万历十三年（1585年）乙酉科舉人，十七年（1589年）己丑成进士，授青州府推官，居六年，舉卓异，擢江西道監察御史。弹章屡上，群貴斂手。又劾司經局洗马邹德溥置道学之名，而狗偷鼠窃。巡视太仓、東城、漕运，按两浙苏松，皆有能名。時御馬監巨璫鲁保干扰盐政，朝臣侧目，從聘抗章劾之，一时中外悉仰其丰采。淮课羡金岁至四十万，前使者率入私囊，從聘表献之，神宗書屏誌绩，遷太僕寺少卿。三十九年辛亥（1611年）丁内艱去，四十年壬子復丁外艱，服闋，仍補太僕寺少卿，未幾，巡撫延綏。時西鄙屡有警，從聘核兵簡饷，缮器仗，增烽堠，率鎮臣杜松击却之，獲大捷者三，事聞，上手詔褒之。四十三年因失事夺俸，四十四年丙辰以病請章五上，乃许归里。杜门著书，课农桑。邑俗素佞佛，凡丧葬皆延僧人作佛事，否则争鄙之。從聘著《四禮輯宜》一书，原本家禮，曲爲晓晰，乡人颇感化。凡关系乡党利害者，毅然身任。滹沱河桥岁爲邑累，揭諸當道，民困獲苏。天启元年辛酉（1621年），以延鎮捷功升兵部右侍郎，给三代诰命，蔭一子金吾世爵百户二镇抚十，賜大红飞鱼一袭，白金六十两，綵币有差。詔至，從聘稽首曰：「臣功微賚重，愿世世篤忠贞以图报稱。」崇禎十一年戊寅（1638年）冬十一月，邑有兵難，從聘北向再拜，顾三子士慤、士通、士伟在侧，麾之去，曰：「吾爲大臣，受朝廷厚恩，義不可辱，汝曹即生，無害也。」三子顿首泣，矢志從死，遂死之，年八十二。子孫從死者凡數十人。

## 身后
事聞，崇禎皇帝震悼不已，詔赠兵部尚书，予一子胄監，遣官諭祭二坛，造坟安葬，以诰封夫人元配李氏祔。敕有司建祠岁祀，谥曰介愍。所著《通鉴辑要》、《蘭臺奏疏》行世。

## 家族
曾祖馬問。祖馬朝用，父馬思選，皆歲貢。

## 延伸阅读
[在维基数据编辑]
 在维基文库阅读此作者作品
 《明史卷二百六十七》，出自《明史》